# Bert William O’Malley
Bert William O’Malley (Pittsburgh, Pensilvânia, 1936) é um biologista molecular e celular estadunidense. Trabalha no Baylor College of Medicine em Houston, Texas.

## Condecorações selecionadas
- 1979 Prêmio Dickson de Medicina[1]
- 1992 Membro da Academia Nacional de Ciências dos Estados Unidos
- 1996 Membro da Academia de Artes e Ciências dos Estados Unidos[2]
- 2001 Prêmio Antonio Feltrinelli[3]
- 2007 Medalha Nacional de Ciências[4]
- 2011 Prêmio Ernst Schering[5]
- 2013 Prêmio Regulação Endócrina